# Mise au green
Mise au green est une entreprise française de prêt-à-porter et accessoires pour l’homme et la femme. Créée en 1986 par deux frères, Bruno Moock à la partie créative et Patrick Moock au domaine administratif et financier.

## Histoire
La marque Mise au green est née en Alsace en 1986. Sa mise en lumière débute lors d’un Salon du prêt-à-porter à Paris. Les deux fondateurs Bruno et Patrick Moock s’y présentent avec une dizaine de chemises brodées main, mettant en avant le savoir-faire des brodeuses alsaciennes, sur les thèmes de la nature et des animaux. Trois prestigieux clients sont très vite séduits, le magasin Harrods de Londres, Bloomingdale's de New York et Hémisphère de Paris.
Après s’être consacrée à un positionnement mono-produit, la marque choisit une nouvelle direction en 1992 et lance une ligne sportswear pour homme. Dans la continuité, Mise au green élargit son offre, dans les années 2000, avec la création d’une collection femme et enfant (une gamme enfant qui sera par la suite arrêtée).

### Logo
La marque Mise au green est représentée par 3 vaches, en référence au grand-père des fondateurs qui fut marchand de bestiaux.

## Entreprise
La société a été créée et a toujours été gérée depuis la région strasbourgeoise. Son siège social se situe à Eckbolsheim depuis 1986.
L’implantation des points de vente Mise au green, est essentiellement développée dans le Grand Est[source insuffisante], la marque est également présente dans de nombreuses villes françaises, notamment par le biais de 45 corners en Galeries Lafayette.
La grande majorité des points de vente est en succursale et d’autres en affiliation. En 2016, son réseau représentait environ 170 points de vente, actuellement[Quand ?] il est autour des 192[réf. nécessaire].
Mise au green réalise 90 % de ses ventes en France, mais est également présente en Belgique ainsi qu’au Luxembourg.

### Produit
Initialement spécialisée dans la chemise brodée, sur le thème des animaux, Mise au green a opéré un changement de positionnement.